# Slaget om Lahtis
Slaget om Lahtis var ett slag under finska inbördeskriget som ägde rum den 19 april–1 maj 1918 i Lahtis och resulterade i seger för tyskarna och de vita. De stridande parterna var å ena sidan röda gardets regemente i Lahtis under befäl av Nestor Linnanen och å andra sidan Lahtis skyddskår samt en tysk armégrupp från Östersjödivisionen under ledning av överste Otto von Brandenstein.

## Stridande
I augusti hade ett rött garde bildats i Lahtis och innan slaget ägde rum hade gardet beväpnats med vapen från Petrograd. På Hennala kasern hade under hösten 1917 funnits en rysk garnison och när denna gav sig av övertogs byggnaderna av röda gardet. Enligt Erkki Hämäläinen skulle gardet i slutändan förfogat över 140 gevär, 65 handeldvapen och 16 jaktgevär. Dessutom fanns 12 artilleripjäser som ryssarna kvarlämnat på kasernen. Efter att inbördeskriget inletts den 27 januari 1918 antog gardet namnet Lahtis regemente, som inför slaget bestod av 3 723 man och ungefär 100 kvinnor. Utöver detta kom ett hundratal ryssar att delta på de rödas sida i slaget.
Lahtis försvarsdistrikt bildades den 21–22 juli 1917 och hade innan inbördeskriget över 900 medlemmar, varav cirka 650 anslöt sig frivilligt till skyddskårerna. Skyddskåren var från börjat obeväpnad och fick före slaget vapen från Ryssland och Tyskland. Tyska Östersjödivisionen landsteg i Hangö den 3 april och strax därefter bildades armégrupp Brandenstein i Tallinn. Gruppen anlände till Lovisa den 7 april och bestod av över 3 034 man. Från början skulle armégruppen arbeta längs järnvägen mellan Lahtis och Kouvola, men fick sedan order att inta Lahtis.

## Slaget
I inledningsskedet av inbördeskriget hade alla viktigare städer i södra Finland tillfallit de röda, men efter slaget om Tammerfors förlorade de röda sin starkaste nordligaste stad. Efter nederlaget flydde rödgardisterna med sina familjer söderut och den mellersta flyktvägen gick genom Lahtis, varifrån det gick att fortsätta längs landsvägen eller med tåg till Petrograd. Landsvägar gick också till Tammerfors och Tavastehus. Vid tiden för inbördeskriget hade Lahtis 5 236 invånare och staden led brist på livsmedel. Några dagar innan tyskarna inledde beskjutningen av Lahtis gav röda gardet order om att alla män mellan 16 och 55 år var värnpliktiga, men ordern kom aldrig att fullföljas.
Armégrupp Brandenstein anlände tidigt på morgonen den 19 april från Orimattila och inkvarterades i Renkomäki. Brandenstein gav order om eldgivning mot Lahtis från syd och ös. Överstelöjtnant von Luck fick order att angripa staden från Villähde, medan tyska V. cykelbataljonen angrep järnvägsstationen från Launeenkatu. Cykelbataljonen lyckades omedelbart tillfångata 50 rödgardister som embarkerat sig i ett tåg. De röda inledde sedan eldgivning från Kullankukkula, Lotilanharjula och Radiomäki, varvid tyskarna svarade med artilleri- och maskingevärseld. I sin eldgivning träffade tyskarna flera privatbostäder och civila gömde sig i källare eller flydde från staden.
En tysk trupp skickades till Hennala kasern som stormades med handgranater. von Lucks grupp erövrade på eftermiddagen Villähde järnvägsstation och ryttmästare Duliers bataljon konfronterade de röda på Kullankukkula. Efter en timmes strid retirerade de röda från Kullankukkula och Santamäki och kring klockan 22 var nästan hela centrala Lahtis erövrat av tyskarna. På morgonen den 20 april kapitulerade de sista röda på Radiomäki och övriga rödgardister flydde till stadens utkanter. Under striderna stupade 6 tyskar och 30 sårades. Hur många rödgardister som stupade är inte helt fastställt, men von Brandenstein hävdade att tyskarna tog över 500 fångar.
Major Hans Kalm som förde befälet över norra Hämes regementes 1. bataljon anlände till Lahtis på eftermiddagen den 20 april och hans trupper blev den första vita som anslöt sig till tyskarna. Rödgardisterna försökte den 22–24 samt den 29 april göra utbrytningar, men samtliga försök hindrades av tyskarna. Den 30 april genomförde tyskarna en framgångsrik artilleribeskjutning över de sista röda fästena i staden, varefter rödgardisterna i stadens västra delar kapitulerade den 1 maj.